# Sân vận động Al Maktoum
Sân vận động Al-Maktoum (tiếng Ả Rập: ملعب آل مكتوم) là một sân vận động đa năng ở Dubai, Các Tiểu vương quốc Ả Rập Thống nhất. Sân hiện đang được sử dụng chủ yếu cho các trận đấu bóng đá. Đây là sân nhà của Al Nasr SC. Sân vận động có sức chứa 15.000 người.
Sân được nâng cấp cho Cúp bóng đá châu Á 2019 và được coi là sân nhà của Đội tuyển Việt Nam ở UAE.

## Cúp bóng đá châu Á 2019
Sân vận động Al-Maktoum đã tổ chức 6 trận đấu của Cúp bóng đá châu Á 2019, bao gồm một trận đấu vòng 16 đội và một trận tứ kết.

| Ngày                | Thời gian | Đội #1   | Kết quả                | Đội #2      | Vòng        | Khán giả |
| ------------------- | --------- | -------- | ---------------------- | ----------- | ----------- | -------- |
| 7 tháng 1 năm 2019  | 17:30     | Hàn Quốc | 1–0                    | Philippines | Bảng C      | 3.185    |
| 10 tháng 1 năm 2019 | 15:00     | Bahrain  | 0–1                    | Thái Lan    | Bảng A      | 2.720    |
| 12 tháng 1 năm 2019 | 20:00     | Liban    | 0–2                    | Ả Rập Xê Út | Bảng E      | 13.792   |
| 16 tháng 1 năm 2019 | 20:00     | Iran     | 0–0                    | Iraq        | Bảng D      | 15.038   |
| 20 tháng 1 năm 2019 | 21:00     | Jordan   | 1–1 (h.p.) (2–4 ph.đ.) | Việt Nam    | Vòng 16 đội | 14.205   |
| 24 tháng 1 năm 2019 | 17:00     | Việt Nam | 0–1                    | Nhật Bản    | Tứ kết      | 8.954    |